# Villegly
Villegly é uma comuna francesa na região administrativa de Occitânia, no departamento de Aude. Estende-se por uma área de 9,83 km². Em 2010 a comuna tinha 1 180 habitantes (densidade: 120 hab./km²).